# Panorpa trifasciata
Panorpa trifasciata är en näbbsländeart som beskrevs av Cheng 1957. Panorpa trifasciata ingår i släktet Panorpa och familjen skorpionsländor. Inga underarter finns listade i Catalogue of Life.